# El rey de San Gregorio
El rey de San Gregorio es una película chilena del año 2006. Dirigida por Alfonso Gazitúa, protagonizada por Pedro Vargas, Andrés Rillón, María José Parga, Giselle Demelchiore, Gloria Münchmeyer y José Soza.

## Sinopsis
Narra la vida de Pedro Vargas (quien se interpreta a sí mismo) un hombre de 30 años que vive en la Población San Gregorio y presenta una discapacidad física y un grado de discapacidad mental. Sin embargo, ninguno de estos factores impiden que sea el protagonista de una hermosa historia de amor junto a su "princesa" Cati, una chica que presenta un grado severo de discapacidad mental. Como todo drama romántico, existen antagonistas que se oponen a la materialización de este amor.

## Reparto
- Pedro Vargas como Pedro.
- María José Parga como Cati.
- Giselle Demelchiore como María.
- Gloria Münchmeyer como Madre de Pedro.
- José Soza
- Andrés Rillón como Juan.
- José Miguel Jiménez como Rodrigo.
- Carmen Vidal
- Manuel Poblete
- Enrique Guajardo
- Hugo Venegas
- Aída Díaz
- Ingrid Aguilera
- Bernardo Figueroa
- Juan Mela
- Héctor Cortés
- Sergio Borbalán

## Premios
- Mejor Actriz, María José Parga, Festival Internacional de Cine de Viña del Mar, Chile, 2006.
- Mención Especial del Jurado, Premio Pedro Sienna, Chile, 2007.
- Mejor Largometraje en la Sección "Finestre Sul Mondo" Festival Cinema Africano, Asia y América Latina de Milán, Italia, 2007.